# Dana Reizniece-Ozola
Dana Reizniece-Ozola (ur. 6 listopada 1981 w Kuldydze) – łotewska polityk i szachistka. Arcymistrzyni szachowa, posłanka na Sejm, w latach 2014–2016 minister gospodarki, od 2016 do 2019 minister finansów, dyrektor zarządzająca FIDE.

## Życiorys

### Kariera szachowa
Sukcesy szachowe zaczęła odnosić w bardzo młodym wieku. W latach 1992–2000 wielokrotnie reprezentowała Łotwę na mistrzostwach świata oraz mistrzostwach Europy juniorek w różnych kategoriach wiekowych, zdobywając cztery medale: dwa złote (Mureck 1998 i Litochoro 1999 oraz dwa srebrne (São Lourenço 1995 – MŚ do 14 lat i Oropesa del Mar 1998 – MŚ do 18 lat). Pięciokrotnie (1998, 2000, 2004, 2006, 2010 – za każdym razem na pierwszej szachownicy) reprezentowała narodowe barwy na szachowych olimpiadach, była również trzykrotną uczestniczką (1999, 2001, 2011 – również za każdym razem na pierwszej szachownicy) drużynowych mistrzostw Europy. Czterokrotnie z rzędu (1998, 1999, 2000, 2001) zdobyła tytuły indywidualnej mistrzyni Łotwy. W 2000 odniosła największy sukces w karierze, kwalifikując się do rozegranego w Nowym Delhi pucharowego turnieju o mistrzostwo świata (w pierwszej rundzie tych zawodów przegrała z Natašą Bojković i odpadła z dalszej rywalizacji). W 2001 Międzynarodowa Federacja Szachowa przyznała jej tytuł arcymistrzyni. W 2002 zwyciężyła (wspólnie z Tatjaną Stiepową-Dianczenko) w Memoriale Paula Keresa w Tallinnie (szachy szybkie), zajęła drugie miejsce (za Iriną Tietienkiną) w otwartym turnieju w Sztokholmie oraz zwyciężyła w turnieju w Poniewieżu. Grała w niemieckich klubach SC Leipzig-Gohlis i SG 1871 Löberitz.
Najwyższy ranking w dotychczasowej karierze osiągnęła w styczniu 1999 z wynikiem 2355 punktów. W swojej karierze zajmowała pierwsze miejsce wśród łotewskich szachistek.

### Działalność zawodowa i polityczna
Kształciła się w szkole średniej w Kuldydze. Studiowała następnie w szkole wyższej Ventspils Augstskola w Windawie, uzyskując magisterium z dziedziny tłumaczeń i terminologii. Pracowała w administracji lokalnej w Windawie oraz w spółkach prawa handlowego. Została współzałożycielką i członkinią zarządu parku technologicznego w Windawie przy swojej macierzystej uczelni.
W wyborach w 2010 uzyskała jeden z trzech mandatów, które przypadły partii Dla Łotwy i Windawy w okręgu kurlandzkim. W drugim rządzie Valdisa Dombrovskisa została mianowana sekretarzem parlamentarnym w ministerstwie komunikacji. Po wyborach w 2011 na krótko objęła mandat posłanki na Sejm XI kadencji. Powróciła do Sejmu po urlopie macierzyńskim 8 marca 2012.
W wyborach w 2014 uzyskała reelekcję do Sejmu XII kadencji z listy ZZS. W listopadzie tegoż roku objęła funkcję ministra gospodarki w drugim rządzie Laimdoty Straujumy. W lutym 2016 w nowo utworzonym rządzie Mārisa Kučinskisa została natomiast ministrem finansów.
W 2018 została wybrana do łotewskiego parlamentu na kolejną kadencję. W styczniu 2019 zakończyła pełnienie funkcji rządowej.
W styczniu 2021 powołana na dyrektora zarządzającego Międzynarodowej Federacji Szachowej. Ogłosiła wówczas rezygnację z mandaty poselskiego.

## Życie prywatne
Ma dwie córki: Helēnę i Aleksę. W 2011 wyszła za mąż za Andrisa Ozolsa, dyrektora Łotewskiej Agencji Inwestycji i Rozwoju.